# Rinaldo Magnani
Rinaldo Magnani (Genova, 23 aprile 1930 – Genova, 1º febbraio 2006) è stato un politico italiano.

## Biografia
Nato a Genova nel 1930, fu inizialmente socialista, avendo preso la tessera del Partito Socialista Italiano a vent'anni, nel 1950. Alla scomparsa del partito era transitato in Forza Italia, il partito-movimento appena creato da Silvio Berlusconi, sotto la cui bandiera si era anche cimentato, senza successo, nel 2002, alla corsa per la carica di sindaco di Genova.
Nel porto di Genova era entrato come operaio della Compagnia dei Carenanti, di cui era diventato Console a 26 anni. Consigliere regionale dal 1970, anno di fondazione della Regione Liguria, ne era stato presidente dal 1983 al 1990, quando era assurto al massimo vertice dell'ente portuale, l'allora CAP, Consorzio Autonomo del Porto. Nel 2000 è eletto per l’ultima volta consigliere regionale nella lista arancione del governatore Sandro Biasotti. Fra i molti altri incarichi ricoperti, vi sono quelli di Presidente di AMT- Azienda Mobilità e Trasporti e la presidenza della Provincia di Genova (dal 1972 al 1980).
Il suo nome rimane legato ad alcune vicende del porto di Genova, nel quale era professionalmente nato. Salito al vertice dell'Autorità portuale di Palazzo San Giorgio l'interregno dell'ammiraglio Giuseppe Francese, Magnani vi svolse un breve mandato, durante il quale il Ministro della marina mercantile, Giovanni Prandini, emanò gli omonimi decreti che enunciavano il primo nucleo di riforma portuale, a delimitare il campo di influenza della CULMV (la Compagnia unica del porto di Genova): l'iniziativa politica causò la forte reazione degli operai portuali, che indissero uno sciopero di due mesi che paralizzò le operazioni del porto nello scalo genovese.
Ebbe inizio una fase che condusse, nel 1993, all'assegnazione della prima vera concessione terminalistica nel bacino di Sampierdarena al Terminal di Calata Sanità di Negri & C., segnando l'inizio della privatizzazione. Dodici mesi dopo, divenne operativo il nuovo terminal di Pra'. Le vicende di quest'ultimo coincideranno anche con l'ultimo incarico privato di Magnani, quale consulente del VTE, di cui era divenuto Presidente Onorario dal 1994.
Muore a Genova a causa di un malore, nella mattina del 1º febbraio 2006 all'età di 75 anni.